# Kutjärnen, Västmanland
Kutjärnen är en sjö i Norbergs kommun i Västmanland och ingår i Norrströms huvudavrinningsområde. Sjön har en area på 0,0498 kvadratkilometer och ligger 91 meter över havet.

## Delavrinningsområde
Kutjärnen ingår i det delavrinningsområde (666007-151948) som SMHI kallar för Ovan Häggebäcken. Medelhöjden är 113 meter över havet och ytan är 38,66 kvadratkilometer. Det finns inga avrinningsområden uppströms utan avrinningsområdet är högsta punkten. Prästhytteån som avvattnar avrinningsområdet har biflödesordning 3, vilket innebär att vattnet flödar genom totalt 3 vattendrag innan det når havet efter 189 kilometer. Avrinningsområdet består mestadels av skog (75 procent) och jordbruk (11 procent). Avrinningsområdet har 0,43 kvadratkilometer vattenytor vilket ger det en sjöprocent på 1,1 procent.